# Какапо
Какапо  или сова папагај (лат. Strigops habroptila) је врста папагаја са Новог Зеланда, која је изгубила способност летења услед одсуства природних непријатеља. Данас је веома угрожен од разних грабљивица, које су унели Европљани. Ово се првенствено односи на пацове, куне и мачке. У априлу 2009. године, евидентирано је само 125 примерака. Целокупна популација Какапоа данас је смештена на неколико изолованих острва Новог Зеланда где о њима брину волонтери.
Какапо се ретко размножава, али живи веома дуго. Неки живе преко 100 година. Његова песма је веома чудна, и звучи као крекет жабе. Мужјаци у време парења певају да би привукли женке, али женка ће изабрати само оно стабло које је пуно семења риму, којим се углавном хране ови папагаји. Звуци који испуштају мужјаци у покушају да привуку женке чују се и на удаљености од 5 километара

## Опис
Какапо је крупна врста папагаја, дужине до 60 cm и тежине 2-4 kg. Најтежи је од свих врста папагаја. Крила су му кратка, будући да је неспособан за летење. Зелено-жуте је боје, са примесама смеђе и црне. Ноћна је животиња и има веома развијено чуло мириса.